# Antoine Poncet
Pour les articles homonymes, voir Antoine Poncet (homonymie) et Poncet.
Antoine Poncet est un sculpteur franco-suisse né le 5 mai 1928 à Paris et mort le 13 août 2022 à Meudon (Hauts-de-Seine).

## Biographie
Petit-fils du peintre Maurice Denis et fils de Marcel Poncet, peintre-verrier suisse, Antoine Poncet découvre la sculpture en 1942, d’abord avec Casimir Reymond à Lausanne, puis Germaine Richier à Zurich. Il est élève à l'École des beaux-arts de Lausanne de 1942 à 1945. Boursier de l'État français, il est de retour à Paris où il s'installe définitivement en 1948. Il devient alors élève d'Ossip Zadkine et de Marcel Gimond, rencontre Jean Arp — dont il sera le collaborateur de 1953 à 1955 et gardera une profonde influence —, Constantin Brancusi, Henri Laurens et se lie d’amitié avec Alicia Penalba, Étienne-Martin et François Stahly.
En 1956, Antoine Poncet participe à la Biennale de Venise et reçoit l'année suivante le prix André Susse décerné par l'Académie des beaux-arts. Sa première exposition personnelle a lieu en 1956 à la galerie Iris Clert à Paris. Antoine Poncet participe dès lors à de nombreuses manifestations. En 1960, il est membre du jury du prix Bourdelle, de 1961 à 1965, il participe aux Biennales d'Anvers - Middelheim (Belgique), et en 1963 au Symposium de sculpture de Manazuru (Japon). Il est en 1969 président du comité du Salon de Mai. En 1983, il reçoit le prix Henry Moore du musée de Hakone (Japon) et en 1996 le prix de l'Hermitage (Lausanne).
Antoine Poncet est membre de l'Académie des beaux-arts, dont il a été le président en 2009. Il en est le doyen, de la mort de Pierre Cardin en 2020 à son propre décès, le 13 août 2022.

## Réalisations monumentales

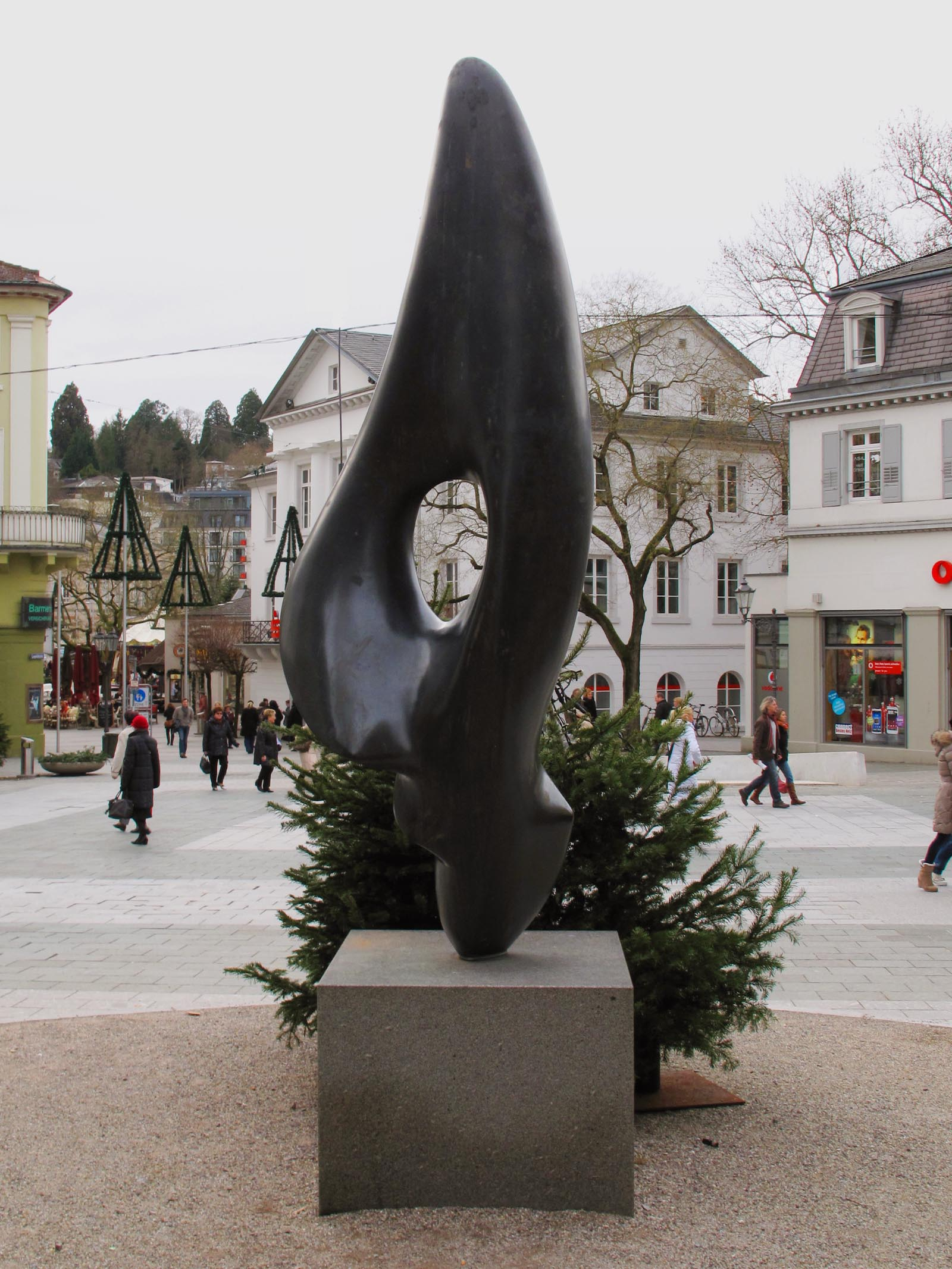
Fugue Fougue (2004), Baden-Baden, Leopoldsplatz.

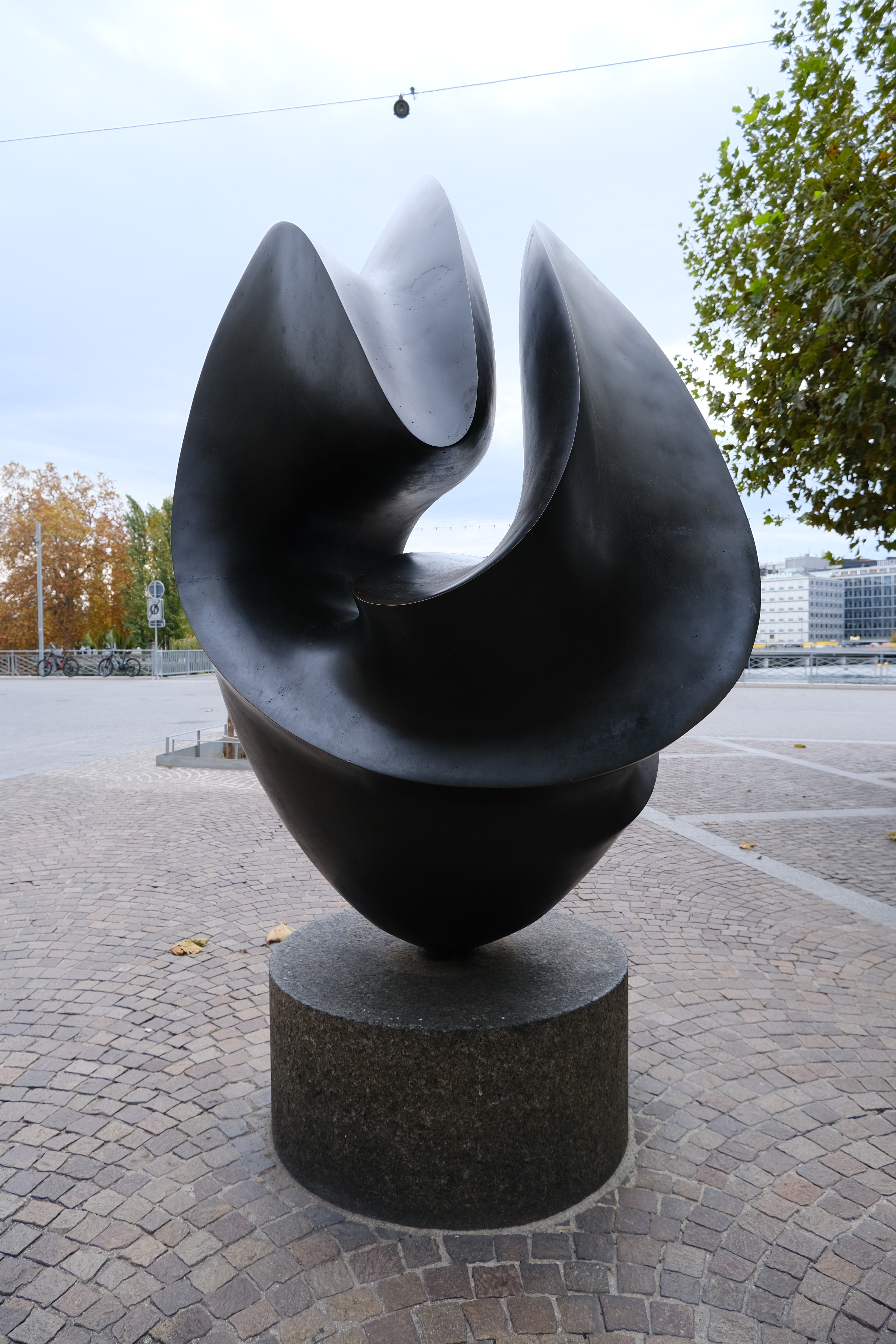
La Flamboyante (2015), Genève, place des Bergues.

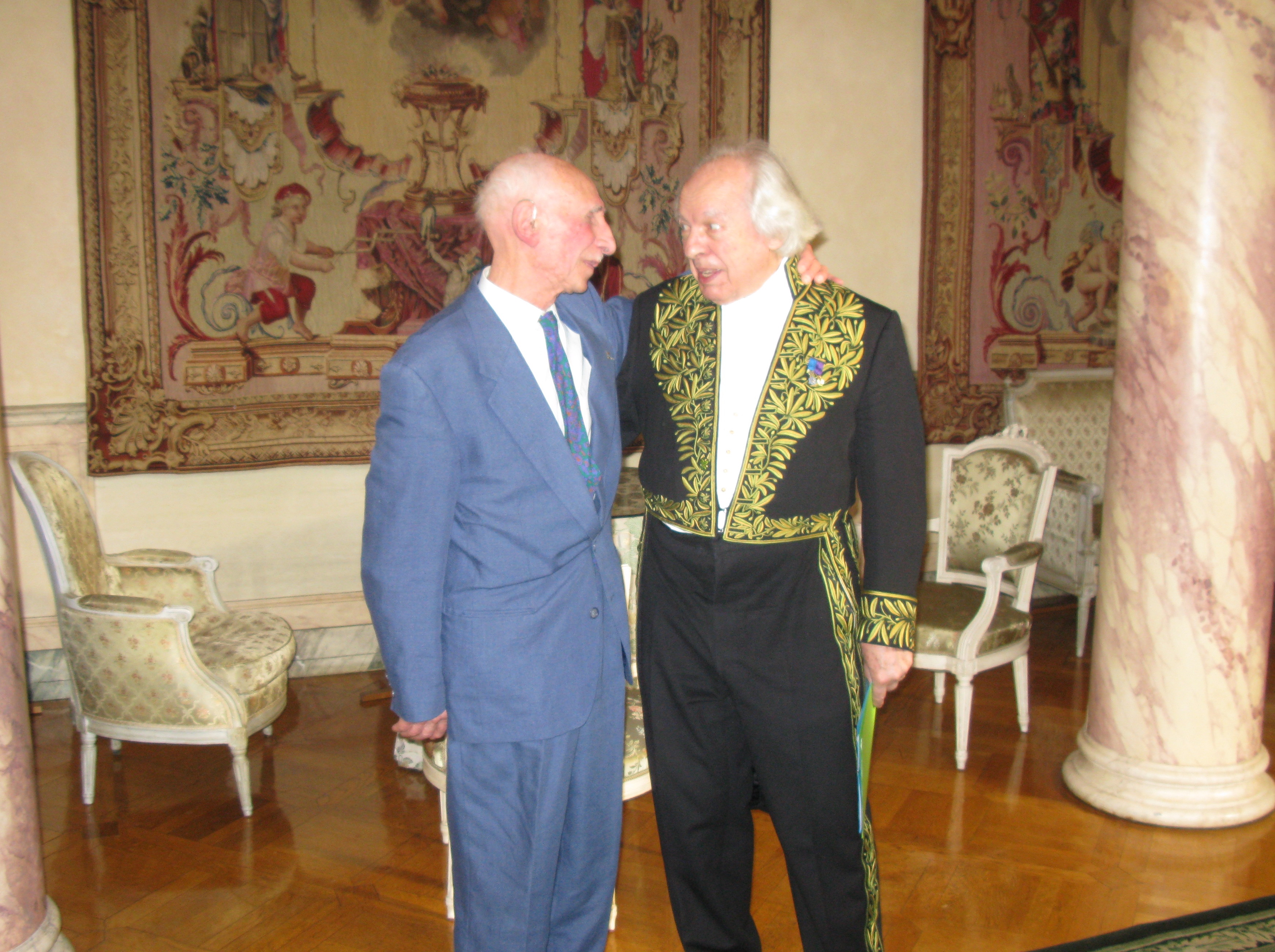
Le sculpteur Francesco Marino Di Teana et Antoine Poncet ont collaboré dans les années 1970. Ils se retrouvent à l'Académie des beaux-arts en 2009, où Antoine Poncet a décerné à di Teana le prix Paul Louis Weiller pour l'ensemble de son œuvre.

- 1955-1956 : Vitrail / bas-relief, Baccarat, église Saint-Rémy.
- 1966 :
  - Cororéol, Sceaux, collège ;
  - Sculpture monumentale, Laon, collège ;
  - Hélys des mers, Lausanne, Swiss Atlantic.
- 1967 : Pinceonde, Pékin, ambassade de Suisse.
- 1968 : Relief mural, Albi, lycée et collège Bellevue.
- 1969 : Rétrofutée, Stanford, Iris & B. Gerald Cantor Center for Visual Arts.
- 1970 :
  - Lovemauresque, Atlanta, Oxford Chemical ;
  - Oriflammes, Saint-Brieuc, collège ;
  - Aurore, Rueil-Malmaison, collège.
- 1971 : Biailesrondes, Besançon, IUT de Besançon-Vesoul.
- 1972 : Chairechère, Marseille, IUT Aix-Marseille, site Saint-Jérôme.
- 1973 :
  - Aileronde, Chicago, université de Chicago ;
  - Rêvevert, Toronto, siège de la société Cadillac-Fairview
- 1974 : Rouge Coquille, Evanston, Northwestern University.
- 1975 :
  - Elan blanc, Villefranche-sur-Saône, lycée ;
  - Flamboyante, Genève, place des Bergues.
- 1979 : Froidamante, Saclay, École polytechnique.
- 1981 : Fugue en élévation, Paris, École nationale d'administration.
- 1985 : Marina Flower, Singapour, Mandarin Oriental.
- 1988 : Papille spatiale, Genève, Centre médical universitaire.
- 1984 : Montrailes, Montreux, parc de Vernex.
- 1985 : Fugue Fougue, La Nouvelle-Orléans, Touro Infirmary.
- 1990 :
  - L'Embellie, Nanterre, siège de la Société Dumez ;
  - Aube, Lausanne, Université de Lausanne, site Dorigny.
- 1991 : Agrippine ; Altissimo ; Uncorpsuptible, Deerfield, Public Library, Village Hall.
- 1992 :
  - Ailiotrope, Lausanne, École polytechnique fédérale de Lausanne ;
  - Secrète, Martigny, giratoire de la chapelle Saint-Michel.
- 1994 : Les Ailes de l’Aurore, Paris, place Jacques-Bainville.
- 1998 :
  - Présence, Genève, siège de la Société Cogetex ;
  - Lumineuse, Yokohama, Yokohama Bay Sheraton Hotel & Towers.
- 1998 : Sentinaile, Metz, Arsenal.
- 2001 : Spirituaile, Scheutbos, centre gériatrique.
- 2004 : Fugue Fougue, Baden-Baden, Leopoldsplatz.
- 2009 : Translucide, Amsterdam.
- 2011 : L'Envol, Pékin, Olympic Museum.
- 2015 :
  - Chrysalied, Auteuil-le-Roi, parc de la mairie ;
  - La Flamboyante, Genève, place des Bergues.
- 2017 : Fugue Fougue, Shanghaï, district de Pudong, avenue du Siècle.
- 2018 : Flamboyante, Shanghaï, district de Pudong, avenue du Siècle.
- 2020 : Pensée, Martigny, giratoire de la Louve.

## Distinction
Officier de l'ordre des Arts et des Lettres par arrêté du 13 septembre 2016.

### Ressources audiovisuelles
- Emilie Joulia, « Antoine Poncet, un sculpteur au royaume des formes pures », En habit vert, Canal Académie, diffusé en ligne à partir du 19 avril 2009, 60 min. (en ligne).
- Charles Sigel, « Antoine Poncet, sculpteur », Comme il vous plaira, RTS-Espace 2, diffusé le 9 novembre 2008, 150 min.
- Michelle Deschenaux, prod., Antoine Poncet, entretien avec Catherine Lepdor enregistré à Lausanne le 21 octobre 2004, DVD, Lausanne, Association Films Plans-Fixes, 2004, 49 min.
- Claude Guibert, réal., Antoine Poncet, Encyclopédie audiovisuelle de l'art contemporain, DVD, Paris, Imago, 1995, 12 min. (en ligne).